# Complesso della Santissima Trinità delle Monache

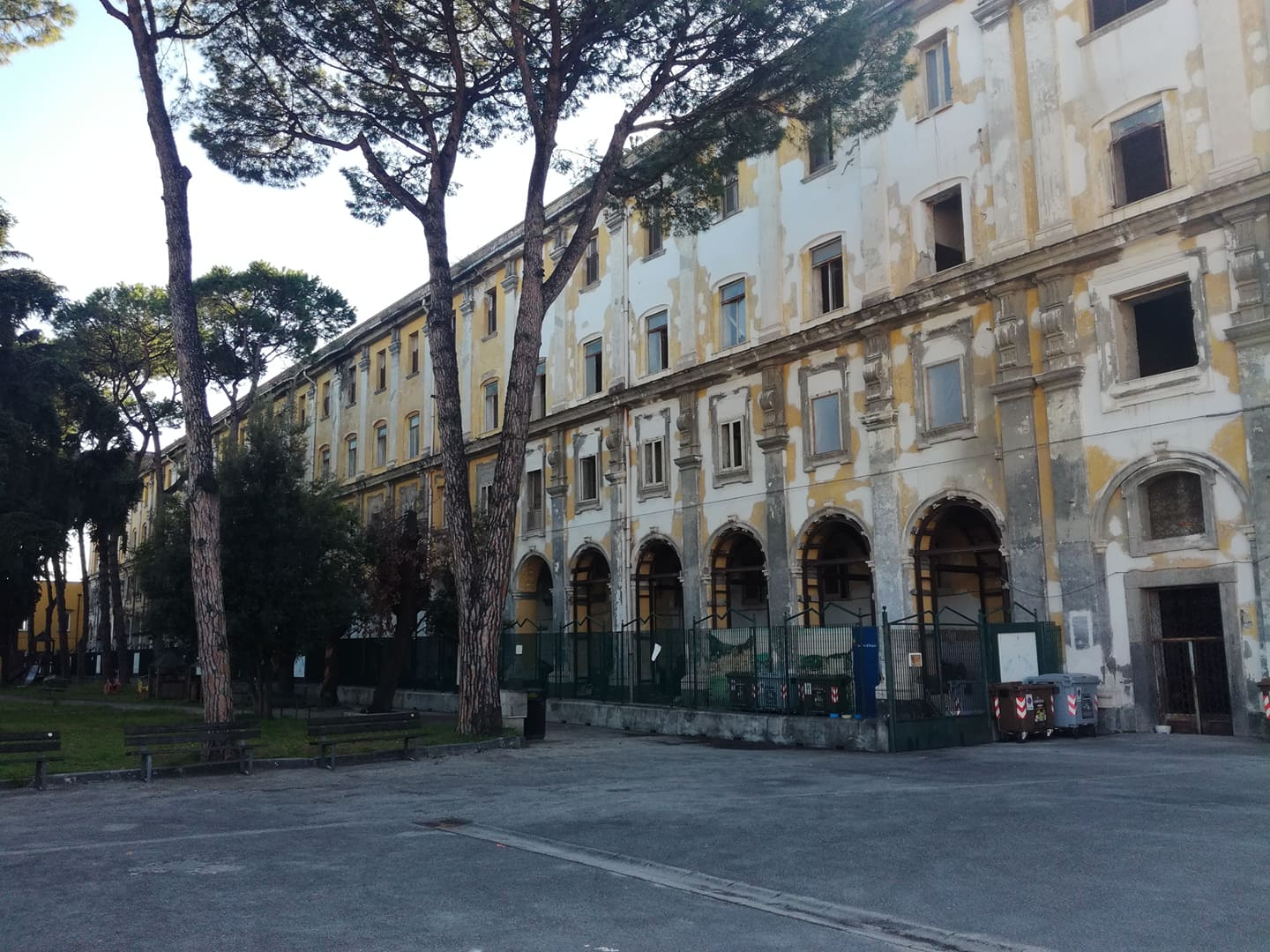
Il chiostro del complesso

Il complesso della Santissima Trinità delle Monache è uno dei più vasti complessi abbaziali di Napoli: esso comprende anche la monumentale chiesa della Santissima Trinità delle Monache. È locato nel centro antico della città.
La struttura fu costruita nel quartiere di Montecalvario e confina con la Certosa di San Martino, il Castel Sant'Elmo e il complesso di Santa Lucia Vergine al Monte. La fondazione della struttura si deve alla nobildonna Vittoria de Silvia (XVII secolo).
Ha assunto vari ruoli, da quelli religiosi a quelli pubblici e, già prima dell'Unità d'Italia, sotto Giuseppe Bonaparte, assunse la funzione di ospedale militare e lo restò fino al secondo dopoguerra.
Il complesso, attualmente, è un insieme eterogeo caratterizzato da edifici di valore architettonico e storico; non sono mancate le costruzioni recenti, che hanno danneggiato, e, in alcuni casi, alterato l'impianto. L'intera struttura ha una superficie complessiva di circa 25.000 m² (la superficie utile di 9.000 m2, più altri 16.000 m2 distribuiti in aree verdi e cortili).
Nella parte bassa dell'edificio, si trova la chiesa della Santissima Trinità delle Monache.

## Storia
Tutt'oggi, lungo la via Trinità delle Monache, vi è il grande edificio che ospitò l'ospedale militare, risalente al 1536. Venne eretto per volere di donna Vittoria de Silvia, dopo che riuscì ad avere il permesso di fondazione da papa Clemente VIII; l'edificio, prima di essere usato a scopi militari, fu adibito a convento. La struttura religiosa era circondata da vasti giardini; piacque molto alle famiglie aristocratiche dell'epoca.
L'inizio della costruzione del complesso risale al 1607, con la trasformazione in monastero del palazzo Sanfelice su progetto dell'architetto Francesco Grimaldi.
Seguendo il progetto del Grimaldi, cinque anni dopo furono eretti i dormitori ad opera dei mastri murari ferraresi Giovanni Giacomo De Marino e Giovanni Laurenzio; dopo nove anni di lavori il cantiere passò alla direzione di Giovan Giacomo Di Conforto e nel 1617 furono terminati buona parte delle strutture del convento, mentre la chiesa, eretta su progetto del Grimaldi, venne terminata nel 1620.
Nel 1623 il cantiere passò a Cosimo Fanzago, che realizzò le trasformazioni degli esterni e la scala; inoltre vennero costruiti il vestibolo e il portale d'ingresso incassato nell'arco a tutto sesto, e nel 1629 fu completata anche la cupola.
Nel 1808 il complesso venne soppresso ed adibito ad ospedale militare, fino al 1992, quando i militari lasciarono il monastero.
Tuttavia, a causa della scarsa manutenzione, nel 1897 si registrano i crolli della volta e della cupola, elementi che vennero sostituiti con una modesta copertura a falde.
Tra il XIX e il XX secolo i corpi di fabbrica furono alterati con l'aggiunta di nuovi volumi.
Oggi la chiesa e l'omonimo complesso necessiterebbero di una vasta opera di riqualificazione.

## La chiesa

### L'esterno
L'esterno è caratterizzato dalla semplice facciata in piperno che contrasta con il marmo bianco del portale.
L'accesso è servito da una scala curvilinea ideata da Cosimo Fanzago, che divenne il modello di una serie di analoghe realizzazioni per altri edifici cittadini (alcuni esempi sono andati distrutti per l'allargamento di nuove strade come per la chiesa di Santa Teresa a Chiaia); di ottima fattura è la balaustra, smembrata di recente.
Una raffigurazione del Baratta del 1629 mostra l'ingresso al complesso posto nelle mura conventuali, protetto, a pochi metri, dalla porta delle mura vicinali; invece, un rilievo topografico dell'ingegnere Onofrio Tango, datato 1646, raffigura la chiesa che dà accesso direttamente sulla strada, con un vestibolo, che si sviluppa lungo l'asse longitudinale, che funge da raccordo tra il tempio e l'ingresso. Da ciò si osserva anche la semplicità della facciata, che non presenta un ordine superiore.

### L'interno
L'interno, a croce greca, rappresenta una variazione barocca sul tema della pianta centrale. Ai lati della navata si aprono quattro cappelle angolari, mentre i transetti sono speculari.
Vi sono conservate opere di Battistello Caracciolo (Immacolata con i Santi Francesco e Antonio), dello Spagnoletto, di Giovanni Luigi Rodrigo e Fabrizio Santafede, mentre gli affreschi sono attribuiti a Giovanni Bernardino Siciliano. Le sculture e gli ornamenti furono realizzati sotto la direzione di Cosimo Fanzago; tra questi spiccano alcune porte, il pulpito e il pavimento. Tra gli scultori attivi sotto la direzione di Fanzago giova ricordare lo scalpellino Andrea Lazzari e Vitale Finelli con Domenico Agliani in qualità di marmorari (di questi ultimi è la cappella maggiore presso l'abside).
Alcune di queste opere sono state portate in altri musei o complessi cittadini. Come per esempio la Sacra famiglia e Santi (1623-1625) e il San Girolamo e l'angelo del Giudizio (1626) del Ribera, oggi presso il Museo di Capodimonte a Napoli.

## Il chiostro
Di notevoli dimensioni, ha solo un lato porticato da ventotto arcate, mentre i tre lati non sono circondati da alcuna struttura e quindi è possibile godere del maestoso belvedere. Esso poteva contenere un piccolo lago artificiale, una fontana e un rigoglioso giardino.